# Giovanna Rossi-Caccia
Giovanna Rossi-Caccia (Barcellona, 16 dicembre 1818 – 11 giugno 1892) è stata un soprano spagnolo. Il 17 aprile 1847 fu il primo soprano a esibirsi come protagonista al Gran Teatre del Liceu nella prima opera rappresentata, Anna Bolena di Donizetti.

## Biografia
Figlia di un capitano di fanteria, Juan Nash, e di Mariana Rossi, cantante presso il Teatre Principal di Barcellona, fu battezzata nella chiesa di Santa Maria del Pi con i nomi di Manuela, Juana e Joaquina. In seguito scelse di usare come nome d'arte Giovanna Rossi, con cui compare nel libretto della prima opera rappresentata al Liceu. Abbandonò il cognome paterno in seguito al primo matrimonio con il farmacista Alphone Bonnevin. Rimasta vedova, si risposò a Milano con lo scultore Carlo Caccia e assunse il cognome Rossi-Caccia.
All'età di due anni, la madre la portò con sé a Parigi dove tre anni dopo iniziò a studiare canto e opera italiana sotto la guida di Marco Bordogni e Adelina Dalmani-Nani. In seguito cantò all'Hotel de Ville di Parigi a fianco di  Giovanni Battista Rubini, Antonio Tamburini e a Giulia Grisi, ricevendo ottime critiche per la "piccola meraviglia" della sua voce. Il 10 agosto 1836 debuttò all'Opéra-Comique nel ruolo di Anna ne  La dame blanche di François-Adrien Boieldieu. Nel 1840 debuttò al Teatro alla Scala come Imogene ne Il pirata di Vincenzo Bellini e fu in questa occasione che conobbe lo scultore Carlo Caccia. Tornò all'Opéra-Comique nel ruolo di Carlo nella prima assoluta de La part du diable di Daniel Auber.
Le sue prime esibizioni a Lisbona furono alla base della sua carriera artistica successiva. Dopo una serie di successi a Parigi e Amsterdam, fu messa sotto contratto dal Liceu, dove, oltre alla prima di Anna Bolena, interpretò un centinaio di ruoli in tre stagioni, a volte in ruoli non del tutto adatti alla sua voce, come nelle quindici rappresentazioni in cui cantò come mezzosoprano nel ruolo di Pierotto in Linda di Chamounix di Donizetti. Si esibì anche in un curioso Terzettino funebre su musiche di Mercadante nelle due uniche messe in scena di Don Giovanni Tenorio di Zorrilla il 2 e 3 novembre 1847.
Nel 1853 cantò al Teatro San Carlo di Lisbona nelle opere Lucrezia Borgia, Linda di Chamounix, Anna Bolena, I martiri e in Mignon di Ambroise Thomas.